# Campeonato Mundial de Atletismo em Pista Coberta de 2024 - Salto com vara masculino
A prova do salto com vara masculino do Campeonato Mundial de Atletismo em Pista Coberta de 2024 ocorreu no dia 3 de março na Arena Commonwealth, em Glasgow, no Reino Unido.

## Recordes
Antes desta competição, os recordes mundiais e do campeonato nesta prova eram os seguintes:
|                       | Nome             | Nacionalidade | Altura  | Local            | Data                    |
| --------------------- | ---------------- | ------------- | ------- | ---------------- | ----------------------- |
| Recorde mundial       | Armand Duplantis | Suécia        | 6m 22cm | Clermont-Ferrand | 25 de fevereiro de 2023 |
| Recorde do campeonato | Armand Duplantis | Suécia        | 6m 20cm | Belgrado         | 20 de março de 2022     |

## Medalhistas
| Ouro                   | Prata               | Bronze                  |
| Armand Duplantis (SWE) | Sam Kendricks (USA) | Emmanouil Karalis (GRE) |

## Cronograma
Todos os horários são locais (UTC+0).
| Data       | Hora  | Evento |
| ---------- | ----- | ------ |
| 3 de março | 19:00 | Final  |

## Resultado final
A final ocorreu dia 3 de Março às 19:00.
| Posição           | Atleta             | Nacionalidade  | 5.50 | 5.65 | 5.75 | 5.85 | 5.90 | 5.95 | 6.00 | 6.05 | 6.24 | Resultados | Notas |
| ----------------- | ------------------ | -------------- | ---- | ---- | ---- | ---- | ---- | ---- | ---- | ---- | ---- | ---------- | ----- |
| Medalha de ouro   | Armand Duplantis   | Suécia         | –    | o    | –    | xxo  | –    | xo   | –    | xxo  | xxx  | 6.05       |       |
| Medalha de prata  | Sam Kendricks      | Estados Unidos | o    | o    | o    | o    | o    | xx–  | x    |      |      | 5.90       |       |
| Medalha de bronze | Emmanouil Karalis  | Grécia         | x–   | xo   | xo   | o    | x–   | xx   |      |      |      | 5.85       |       |
| 4                 | Chris Nilsen       | Estados Unidos | –    | o    | o    | xxx  |      |      |      |      |      | 5.75       |       |
| 5                 | Kurtis Marschall   | Austrália      | xo   | o    | o    | xxx  |      |      |      |      |      | 5.75       |       |
| 6                 | Ben Broeders       | Bélgica        | o    | o    | xxx  |      |      |      |      |      |      | 5.65       |       |
| 6                 | Thibaut Collet     | França         | –    | o    | xxx  |      |      |      |      |      |      | 5.65       |       |
| 8                 | Menno Vloon        | Países Baixos  | x–   | o    | xxx  |      |      |      |      |      |      | 5.65       |       |
| 9                 | Ernest John Obiena | Filipinas      | –    | xo   | –    | xx–  | x    |      |      |      |      | 5.65       |       |
| 10                | Ersu Şaşma         | Turquia        | o    | xxx  |      |      |      |      |      |      |      | 5.50       |       |
|                   | Piotr Lisek        | Polónia        | x–   | x–   | x    |      |      |      |      |      |      | NM         |       |

Legenda
| Recorde mundial       | Recorde mundial (World record)               |                       | Recorde africano                      | Recorde africano (African) |                                           | Q | Classificado por posição (Qualified) |
| Recorde do campeonato | Recorde do campeonato (Championship record)  | Recorde da América    | Recorde da América (Americas)         | q                          | Classificado por melhor tempo (Qualified) |   |                                      |
| Melhor marca do ano   | Melhor marca do ano (World leading)          | Recorde asiático      | Recorde asiático (Asian)              | DNS                        | Não largou (Did not start)                |   |                                      |
| Recorde nacional      | Recorde nacional (National record)           | Recorde europeu       | Recorde europeu (European)            | DNF                        | Não terminou (Did not finish)             |   |                                      |
| Recorde pessoal       | Recorde pessoal do atleta (Personal best)    | Recorde da Oceania    | Recorde da Oceania (Oceania)          | DSQ / DQ                   | Desclassificado (Disqualified)            |   |                                      |
| Recorde da temporada  | Recorde da temporada do atleta (Season best) | Recorde sul-americano | Recorde sul-americano (South America) | NM                         | Sem marca (No mark)                       |   |                                      |